# Csillagközi repülés

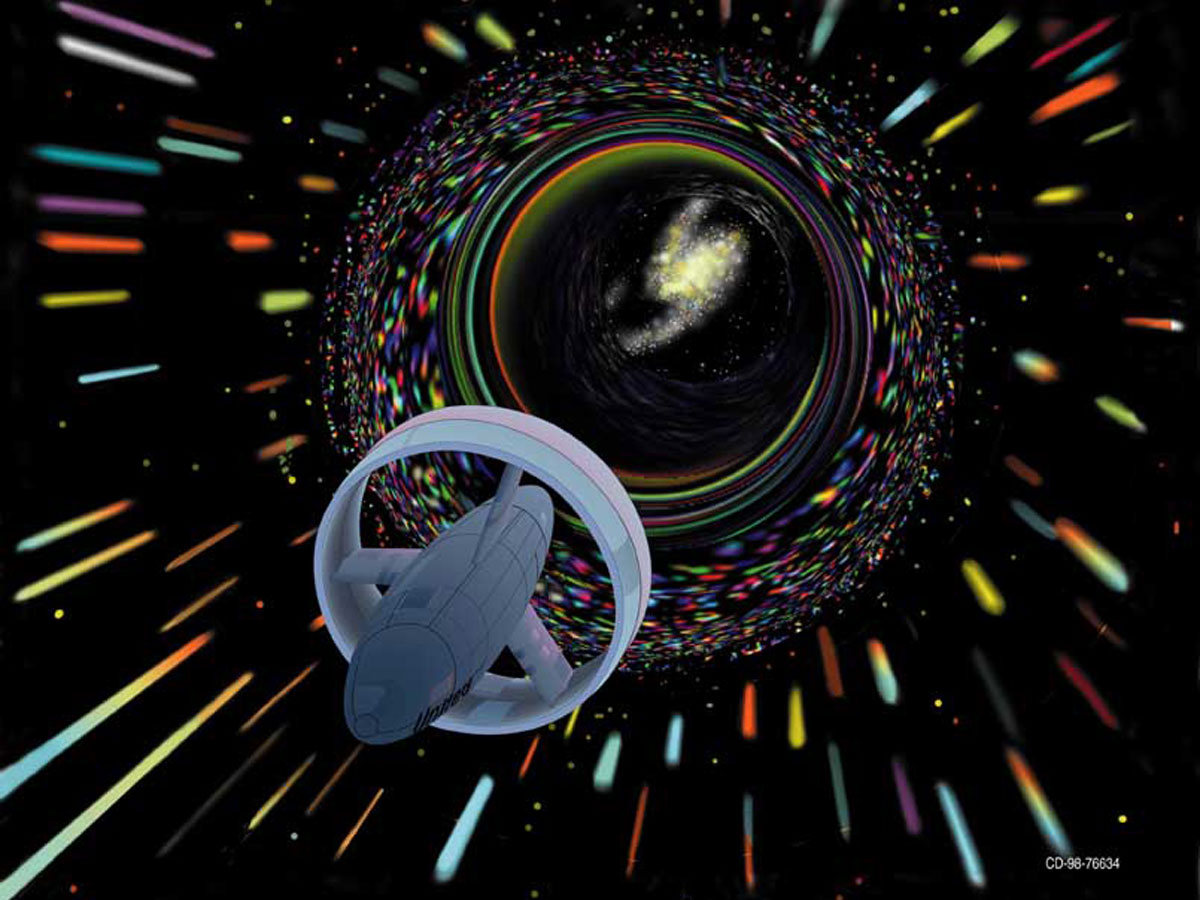
Művészi ábrázolás egy féregjáratban haladó űrhajóról

A csillagközi repülés olyan űrrepülés, amely két csillag vagy bolygórendszer között történik. Nagyságrendekkel összetettebb, mint a bolygóközi repülés, ám az intergalaktikus repülés még az utazásnak ennél a módjánál is nehezebb. Az emberiségnek még egyetlen ilyen utazást sem sikerült megvalósítania. Az űrhajóval történő csillagközi utazás kedvelt témája a tudományos-fantasztikus alkotásoknak.
A csillagközi repülésről számtalan tanulmány született. A szükséges idő és mérnöki munka befektetésével mind a személyzet nélküli, mind a személyzettel ellátott (generációs) csillagközi utazás megvalósíthatónak látszik; egy ilyen vállalkozás azonban megfontolandó technológiai, és gazdasági kihívást jelent, így az utazásnak ennek a módja még várat magára (különösen a személyzettel ellátott utak). A NASA évekig foglalkozott a témával, és több elméleti megoldást dolgozott ki.

## A csillagközi repülés nehézségei
A csillagközi utazás legnagyobb problémáját a hatalmas távolságok áthidalása okozza. Ez azt jelenti, hogy nagyon nagy sebesség és/vagy nagyon hosszú idő szükséges egy ilyen úthoz. A jelenleg létező meghajtási módszerekkel a repülési idő évtizedektől akár évezredekig is eltarthat. Ezenfelül egy csillagközi űrhajó sokkal nagyobb veszélyeknek van kitéve mint egy bolygóközi űrhajó; ideértve a vákuumot, a mikrogravitációt (súlytalanságot), az ionizáló sugárzást, és a mikrometeoroidokat. A hosszú idejű személyzettel ellátott csillagközi küldetések megtervezését megnehezíti, hogy szinte lehetetlen gazdaságilag igazolni egy ilyen utat; tekintve, hogy a haszon évtizedekig nem hozzáférhető, illetve a jelenérték hosszú ideig nullához közeli.
Egy jelentős probléma, amely hozzájárul a nehézségekhez, egy megfelelően rövid utazáshoz szükséges energia. A szükséges energia alsó határa a mozgási energia: E=½ mv², ahol m az űrhajó tömege. Amennyiben az érkezéskor lassítás szükséges, akkor az energiaszükséglet még magasabb.
Személyzettel ellátott, néhány évtized hosszú, a legközelebbi csillagokhoz tartó utazáshoz is a jelenleg elérhető űreszközök sebességének legalább ezerszerese szükséges. A sebesség négyzetes tagként szerepel a képletben, ebből következően a szükséges energia milliószoros. Ahhoz, hogy egy tonnát a fénysebesség tizedére gyorsítsunk fel, 4,5 × 1017 J, vagyis 125 milliárd kWh munka szükséges, nem számolva a veszteségeket. Ezt az energiát tárolni kell, amit nehezít, hogy a napelemek nem működnek nagy távolságban a Naptól és más csillagoktól.
Egyes vélemények szerint az energia nagysága lehetetlenné teszi a csillagközi utazást. A 2008-as Joint Propulsion Conference-en, ahol a jövőbeni űreszközök meghajtását vitatták meg; a résztvevők azt a következtetést vonták le, hogy rendkívül valószínűtlen, hogy az ember valaha is elhagyja a Naprendszert. Brice N. Cassenti a Rensselaer Intézet Műszaki, és Tudományos Részlegének (Department of Engineering and Science at Rensselaer Polytechnic Institute) professzora egyenesen azt állította, hogy "egy ilyen úthoz (az Alfa Centauri csillaghoz) a világ energiatermelésének legalább 100-szorosára van szükség".
A csillagközi utazás egyik kiemelt problémája az űrhajót érő sérülésekre irányul. Rendkívül magas sebességeknél a csillagközi gáz és por bizonyosan nagy károkat okoz, amelynek oka az egymáshoz viszonyított nagy sebesség, illetve az óriási mozgási energia. A sérülések enyhítésére különféle pajzstechnológiákra születtek javaslatok. A nagyobb tárgyak (például szabad szemmel is látható porszemcsék) kevésbé gyakoriak, ám hatásuk sokkal destruktívabb lehet.
Vitatott, hogy egy 50 éven belül nem befejezhető küldetést érdemes-e egyáltalán elindítani. Ehelyett, az erre szánt pénzt célszerűbb jobb meghajtási módszerek tervezésébe fektetni. Ennek oka, hogy egy lassan haladó űrhajót feltehetőleg megelőzne egy később indított, ám korszerűbb meghajtású másik űrhajó. Másrészről azonban Andrew Kennedy kiszámította, hogy ha egy megadott úticélig a várható utazási időt a sebesség várható (akár exponenciális) növekedési rátájából származtatjuk, akkor az utazás összidejére egy minimum adódik. Ez azért jelentős, mert a minimumból meghatározható a legkedvezőbb időpont az indulásra. A gyakorlatban ez azt jelenti, hogy az ekkor indult űrhajó megelőz bármely korábban indított űrhajót, ám ő maga a később indítottak számára utolérhetetlen. Tehát bármely csillagok közt utazó civilizáció meghatározhat egy egyedi időpontot, amely a legkedvezőbb az indulásra; és a leghatékonyabb a belefektetett időt és pénzt tekintve.
Egy intergalaktikus repülés milliószor nagyobb távolságokat foglal magában, így jelentősen nehezebb még a csillagközi repülésnél is.

### Csillagközi távolságok
A csillagászatban a távolságokat gyakorta adják meg idővel; aszerint, hogy a fénynek meddig tart a távolság leküzdése (lásd fényév). A fény sebessége vákuumban közelítőleg 300 000 km/s.
A Föld–Hold távolság 1,3 fénymásodperc. A jelenlegi meghajtási technológiákkal az odaút a Holdig általában három napot vesz igénybe. Ez azt jelenti, hogy a fény a jelenlegi meghajtásnál kétszázezerszer gyorsabb. A Naprendszerbeli bolygók távolsága a Földtől három fény-perctől négy fény-óráig terjed. A bolygótól, és annak helyzetétől függően egy személyzet nélküli űrhajó számára az utazás időtartama néhány hónaptól egy évtizedig is eltarthat.
A legközelebbi csillag, a Proxima Centauri 4,23 fényév távolságra található. A Naprendszeren kívülre indított leggyorsabb űrszonda a Voyager–1, ennek sebessége körülbelül 17 km/s. Ezzel a sebességgel számolva egy a Proxima Centaurihoz indított repülés 72 000 évig tartana. Megjegyzendő azonban, hogy a Voyager program célja nem a gyors csillagközi utazás volt, és a jelenlegi technológia gyorsabb repülést tesz lehetővé. 
Az utazási idő napvitorla használatával néhány ezer évre csökkenthető; nukleáris impulzusmeghajtással pedig mindössze egy évszázadot venne igénybe a repülés. A csillagközi hatalmas távolságokat jól szemlélteti, ha a Föld-Nap távolságot (150 millió km) egy méternek vesszük; ebben a méretarányban Nap és a legközelebbi csillagok egyike, az Alfa Centauri csillag távolsága 271 km lenne.
Jelenleg nem létezik olyan technológia, amely lehetővé tenné más csillagok elérését 50 éven belül.
Léteznek azonban további spekulatív alternatívák a csillagközi repülésre, amelyek a távolság problémájának leküzdésével kecsegtetnek. A speciális relativitás lehetővé teszi az utazás időtartamának lerövidítését. Amennyiben egy űrhajó kellően fejlett hajtóművel rendelkezik ahhoz, hogy fénysebesség közeli sebességgel haladjon, akkor az idődilatáció következtében az utazás alatt eltelt idő az utazó számára lényegesen megrövidül. Maga az utazás azonban nem lesz rövidebb a Földön maradtak számára, így ha az űrhajós visszatér, azt tapasztalja, hogy a Földön élők számára számottevően több idő telt el, mint önmaga számára (lásd ikerparadoxon).
Az általános relativitás elméleti lehetőséget kínál a fénynél gyorsabb utazásra az alapvető fizikai törvények megsértése nélkül, például egy féregjáraton keresztül; habár vitatott, hogy ez lehetséges-e egyáltalán. Az általános relativitáson belül a fénynél gyorsabb utazásra javasolt módszerek előfeltétele az egzotikus anyag létezése.

#### Oda–vissza késedelmi idő
Az oda–vissza késedelmi idő (Round-trip delay time) az az időtartam, amely az űrszondának címzett üzenet elküldésének pillanata, és az űrszonda reakciójának megfigyelése közt telik el. Annak ismeretében, hogy az információ nem képes gyorsabban haladni a fénynél, ez az időtartam az űrszonda idővel kifejezett távolságának minimum kétszerese. A Voyager–1 esetében ez az időtartam körülbelül 30 órát jelent, míg a Proxima Centauri közelében 8 évet. Gyorsabb reakció eléréséhez magát a reakciót és a kiváltó eseményt előre be kell programozni. Természetesen egy személyzettel ellátott űrhajón a legénység azonnal képes reagálni, a megfigyeléseiknek megfelelően. Mindazonáltal az oda–vissza késedelmi idő nem csak fizikailag, de a kommunikációt tekintve is elszigeteli az űrhajón lévőket a Földtől; hasonlóan a távíró feltalálása előtt tett nagy utazásokhoz a Földön.

### A csillagközi utazás elsődleges célcsillagai
A Nap 20 fényéves körzetében 59 csillagrendszer található, 81 látható csillaggal. A következő csillagok egy csillagközi misszió elsődleges célpontjai lehetnek:
| Rendszer         | Távolság (fényév) | Megjegyzések                                                                                              |
| ---------------- | ----------------- | --- |
| Alfa Centauri    | 4,3               | Legközelebbi rendszer. Három csillag, (G2, K1, M5). Az A komponens hasonló a Naphoz (G2 csillag).         |
| Barnard-csillag  | 6,0               | Kisméretű, alacsony luminozitású M5 vörös törpe. A Naphoz második legközelebbi csillag.                   |
| Szíriusz         | 8,7               | Óriási, nagyon fényes A1 csillag, egy fehér törpe kísérővel.                                              |
| Epszilon Eridani | 10,8              | Egyedüli K2 csillag, valamivel kisebb, és hidegebb mint a Nap.                                            |
| Tau Ceti         | 11,8              | Egyedüli G8 csillag. Hasonló a Naphoz. Nagy valószínűséggel a Naprendszerhez hasonló bolygórendszere van. |
| Gliese 581       | 20,3              | A Gliese 581 d exobolygó felszínén folyékony víz is előfordulhat.                                         |

### Személyzettel ellátott missziók
Egy személyzet szállítására alkalmas űrhajó tömege elkerülhetetlenül és lényegesen nagyobb lesz, mint a  személyzet nélküli csillagközi űrszondák tömege. Példának okáért a legelső űrszonda, a Szputnyik–1 83,6 kg tömegű volt; míg az első űrhajó, amely már élő utast szállított (Lajka kutyát), a Szputnyik–2 508,3 kg, vagyis hatszor annyi. A csillagközi küldetések esetében ennél nagyobb különbség lenne tapasztalható, hiszen figyelembe véve a hatalmas távolságot, elengedhetetlen egy zárt (önellátó) létfenntartó–rendszer; ez pedig bizonyosan megnövelné az össztömeget.

## Csillagközi repülésre javasolt módszerek
Ha egy űrhajó átlagsebessége elérné a fénysebesség tizedét, akkor ezzel az űrhajóval a Proxima Centauri 40 éven belül elérhető lenne. Több meghajtási módszer is képes ennek megvalósítására, ám elfogadható költségek mellett egyik sem áll készen rövidtávú (néhány évtizedig tartó) fejlesztésre.

### Nukleáris impulzusmeghajtás
Technikailag az 1960-as évektől lehetséges nukleáris impulzusmeghajtású űrhajók építése, vagyis amelyeket nukleáris robbanások sorozata hajt. Ez a fajta meghajtási rendszer előreláthatólag nagyon magas specifikus impulzust (a fogyasztás megfelelője az űrrepülésben) és nagy sebességet biztosít, ennélfogva a legközelebbi csillagok elérése inkább évtizedekben, mintsem évszázadokban mérhető. Az építési és üzemeltetési költségek a szállítható teher alapján számolva a vegyi hajtású űrhajókéhoz hasonló.
A javasolt nukleáris impulzusmeghajtású csillagközi űrhajók közt található az Orion terv, amely nukleáris bombát használ hajtótöltetként, és a Longshot terv amely pedig inerciális magfúziós robbanásokat. Az Orion egyike annak a nagyon kevés ismert csillagközi űrhajó javaslatnak, amelyet teljes egészében fel lehet építeni létező technológiával. Mindazonáltal a csillagközi utazás csak egy fejlesztett típussal lenne lehetséges, amelyet 0,08-0,1 c elérésére terveztek. A projekt alatt tanulmányozott verziók sebessége 20-30 km/s volt, túlzottan alacsony egy észszerű csillagközi repüléshez.

### Fúziós rakéta
A fúziós reaktorokkal felszerelt fúziós rakéták képesek lehetnek a fénysebesség 10%-ának elérésére. Az ilyen űrhajók olyan könnyű elemek elégetéséből nyernek energiát, mint amilyen a Deutérium, Trícium és ³He. Az egyik fúziós rakétát tartalmazó javaslat a Daedalus terv. Mivel a fúzió a nukleáris fűtőanyag tömegének körülbelül 1%-át sugározza ki energia formájában, ezért energetikailag előnyösebb a fissziónál; amely a fűtőanyag tömegének-energiájának csupán 0,1%-át bocsátja ki. Mindazonáltal a kivitelezhető fúziós reakciók az energia legnagyobb részét nagy energiájú neutronok formájában sugározzák ki, amelyeket nem egyszerű felhasználni a meghajtáshoz.
A hagyományos rakétameghajtásos módszerek hátránya, hogy az űrhajónak magával kell szállítania az üzemanyagot, ez pedig jelentősen megnöveli annak tömegét. A következő három módszer megoldást nyújt erre a problémára:

### Csillagközi ramjet
Robert W. Bussard nevéhez fűződik a Bussard ramjet, mint utazási módszer javaslata; mely az 1960-as évből származik. Ez egy olyan fúziós rakéta, amely egy hatalmas "kanál" segítségével képes összegyűjteni a csillagközi teret kitöltő diffúz hidrogént, amelyet a proton-proton fúzió során útközben eléget és a keletkező héliumot pedig maga mögött kibocsát. Habár a későbbi, pontosabb becsléseket tartalmazó számolások szerint a keletkező tolóerő kevesebb, mint bármely elképzelhető kanál-forma okozta légellenállás; az ötlet vonzó, hiszen ha az üzemanyag útközben begyűjthető, akkor egy ilyen űrhajó elméletileg képes lenne a fénysebességet megközelítő sebességgel haladni.

### Antianyag rakéta
Egy antianyag rakéta energiasűrűsége és specifikus impulzusa lényegesen magasabb lenne, mint bármely más rakétának. Amennyiben erőforrásokat és hatékony termelési módszert találnak a szükséges mennyiségű antianyag előállításához, akkor egy ilyen űrhajó elméletben megközelítheti a fénysebességet; így az idődilatáció hatása egyre inkább érzékelhetővé válna. Tehát egy külső szemlélő számára lelassulna az idő múlásának üteme az űrhajón.

### Részecskesugár-meghajtás

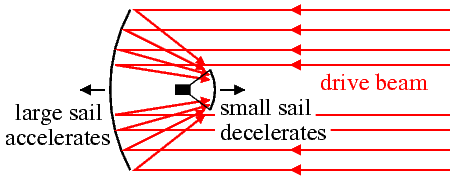
Robert Forward módszerének illusztrációja, mely csillagközi napvitorlák lelassítására irányul

Egy, a kiinduló naprendszerben felépített hatalmas lézer, vagy részecskegyorsító által meghajtott napvitorla, illetve mágneses vitorla lényegesen nagyobb sebességet képes elérni a hagyományos rakéta- és impulzusmeghajtásoknál, hiszen nem kell magával vinnie a saját dolgozó tömegét (working mass), csupán az űrhajó hasznos rakományát. Robert Forward dolgozta ki azt a módszert, mellyel lehetőség nyílik lelassítani egy napvitorlát úgy, hogy ne legyen szükség egy másik lézer jelenlétére a cél csillagrendszerben. A módszer lényege, hogy egy másodlagos vitorla nyílik ki az űrhajó hátoldalán, míg az elsődleges, nagyobb vitorla leválik és folytatja útját. Az elsődleges vitorla visszaveri a fényt a másodlagos vitorlára, amelyet immár fel lehet használni az űrhajó lelassítására.
Egy mágneses vitorla is képes a célnál történő lassításra, mindezt üzemanyag szállítása nélkül, és függetlenül attól, hogy van-e hajtósugár a cél csillagrendszerben. Ez úgy lehetséges, hogy a mágneses vitorla kölcsönhatásba lép a csillagközi térben és a célcsillag csillagszelében található plazmával. Forward napvitorla módszerével ellentétben, ehhez nincs szükség az űrhajó indításához használt részecskesugárra. A mágneses vitorla Robert Winglee és Geoffrey A. Landis javaslatának megfelelően meghajtható részecske-, vagy plazmasugárral is, hogy nagyobb sebességet érjen el.
A részecskesugár meghajtás a jelenleg elérhető legjobb módszernek látszik a csillagközi utazásra, hiszen ismert fizikát és ismert technológiát használ fel, amelyet jelenleg más célokra fejlesztenek. Továbbá bizonyosan olcsóbb lenne a nukleáris impulzusmeghajtásnál.
A következő táblázat néhány Robert Forward által javasolt részecskesugár meghajtásos példa-koncepciót tartalmaz.
| Küldetés típusa                 | Fázis              | Lézer energiája | Űrhajó tömege | Gyorsulás | Vitorlaátmérő | Maximális sebesség (a fénysebesség százalékában) |
| ------------------------------- | ------------------ | --------------- | ------------- | --------- | ------------- | ------------------------------------------------ |
| 1. Hintamanőverrel végrehajtott | -                  | 65 GW           | 1 t           | 0,036 g   | 3,6 km        | 11% – 0,17 fé                                    |
| 2. Űrtalálka                    | odaút              | 7200 GW         | 785 t         | 0,3 g     | 100 km        | 21% – 2,1 fé                                     |
| 2. Űrtalálka                    | lassítási fázis    | 26 000 GW       | 71 t          | 0,2 g     | 30 km         | 21% – 4,3 fé                                     |
| 3. Személyzettel ellátott       | odaút              | 75 000 000 GW   | 78 500 t      | 0,3 g     | 1000 km       | 50% – 0,4 fé                                     |
| 3. Személyzettel ellátott       | lassítási fázis    | 17 000 000 GW   | 7850 t        | 0,3 g     | 320 km        | 50% – 10,4 fé                                    |
| 3. Személyzettel ellátott       | visszatérési fázis | 17 000 000 GW   | 785 t         | 0,3 g     | 100 km        | 50% – 10,4 fé                                    |
| 3. Személyzettel ellátott       | lassítási fázis    | 430 000 GW      | 785 t         | 0,3 g     | 100 km        | 50% – 0,4 fé                                     |

## További spekulatív módszerek

### Fénynél lassabb utazás

#### Fekete lyuk által keltett Hawking-sugárzás
Egy fekete lyuk űrhajó egy parabolatükör segítségével képes lenne összegyűjteni a Hawking-sugárzást, mely egy mesterséges fekete lyukból származik. 2009-ben a Kansasi Állami Egyetem (Kansas State University) tudósai, Louis Crane és Shawn Westmoreland kiadtak egy munkát, amely az ötlet megvalósíthatóságát taglalja. Azt a következtetést vonták le, hogy a módszer a megvalósíthatóság határát súrolja; nagyban függ a ma még nem ismert kvantumgravitációs hatásoktól.

### Fénysebességű utazás

#### Csillagközi utazás átvitellel
A fény sebességével megegyező gyorsasággal lehetne utazni, ha képesek lennénk fizikai entitásokat információ formájában elküldeni úgy, hogy a célnál az információ alapján újraalkotnánk azokat (amennyiben fénysugarat használunk fel az információ elküldésére). Az utazás ideje egy külső megfigyelő számára a majdnem fénysebességgel történő utazás idejéhez lenne hasonlítható, ám az utazók számára pillanatnyi lenne. Kódolni, elküldeni, majd atomonkénti leírás alapján újraalkotni (mondjuk) az emberi testet félelmetes kihívás. Amennyiben csak az utazó agyában kódolt információ leírását küldjük el (amelyet a célnál egy számítógépes tudat-szimulációban tárolunk), akkor a feladat kevésbé félelmetes, de mindenképpen bonyolult feladat. Ugyanakkor mindkét módszer esetén a vevő/újraalkotó egységet hagyományos módon kellene eljuttatni a célhoz.

### Fénynél gyorsabb utazás: meggörbített téridő, féregjárat

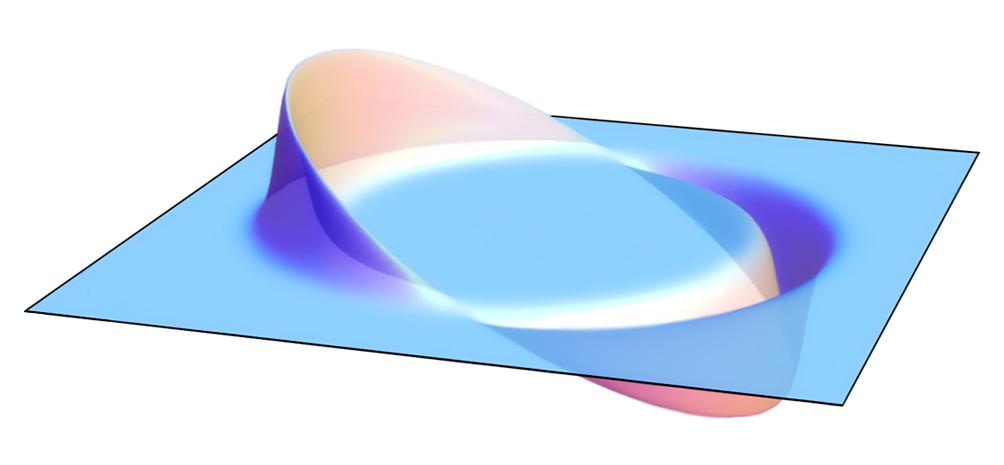
A téridő görbülete Alcubierre-meghajtás alapján

A tudósok és írók számos módszert ötlöttek ki, melyek képesek lehetnek felülmúlni a fény sebességét; ám még a legkomolyabban átgondoltak is spekulatívak.
Albert Einstein általános relativitásából következő egyenletek alapján a téridő görbülete:
{\displaystyle G_{\mu \nu }=8\pi \,GT_{\mu \nu }}
Az általános relativitás megengedheti a fénynél gyorsabb utazást, ha a téridő görbült. A téridő görbületét kihasználva elképzelhető, hogy egy tárgyat az egyik pontból a másikba egy "rövidítőúton" juttassunk el. Ez a térhajtás koncepciójának egyik formája.
A fizikában az Alcubierre-meghajtás arra épül, hogy a görbület akár egy hullám alakját is felveheti, melyben az űrhajót a "buborék" szállítja. A buborék egyik végén a téridő összenyomódik, míg a másik végén kiterjed. A hullám mozgása képes az űrhajót kevesebb idő alatt a kívánt pontig szállítani, mintha az utat a fény tenné meg meggörbítetlen téridőben. Mindazonáltal az űrhajó nem mozog a fénynél gyorsabban a buborék belsejében. A koncepció megköveteli az egzotikus részecskék, vagyis a negatív tömeg létezését.
A féregjáratok olyan feltevésen alapuló torzulások a téridőben, melyek az elméleti szakemberek szerint képesek összekapcsolni az univerzum két tetszőleges pontját egy Einstein-Rosen hídon keresztül. Még nem bizonyított, hogy a féregjáratok a valóságban is léteznek. Habár az általános relativitás egyenleteknek vannak olyan megoldásai, amelyek megengedik a féregjáratokat;  ezek mindegyike feltételezésekkel jár, mint például a negatív tömeg létezése; mely teljesen ellentétes is lehet a fizikával. Ugyanakkor Cramer és mások azzal érvelnek, hogy ilyen féreglyukak létrejöhettek a korai univerzumban, melyeket kozmikus húrok stabilizáltak.  A féregjáratok általános teóriáját Viesser Lorentzian Wormholes c. könyvében tárgyalja.

## Személyzettel ellátott lassú repülési módok
A Longshot tervhez hasonló lassú repülési módszerek általában közel-jövőbeni meghajtásokat használnak. Végeredményben ez extrém hosszú utazási időt jelent; kezdve néhány száz évtől, akár évezredekig is eltarthat az út hossza. Az ilyen személyzettel ellátott repülések lehetnek egyirányú utak is, melyek célja kolóniák létesítése. Az út hossza már önmagában hatalmas akadályt jelent. A következők a főbb megoldási javaslatok:

### Generációs hajó
A generációs hajó egy olyan űrhajó, amely fedélzetén a legénység normálisan él (tehát nincsenek hibernálva); a célhoz érő utazók valójában a repülést elkezdők leszármazottai. A generációs hajók jelenleg nem megvalósíthatóak. Ennek okai a kellően hatalmas méretű kivitelezés nehézségéből, illetve a fedélzeten való élethez kapcsolódó biológiai és szociológiai problémákból erednek.

### Felfüggesztett életműködés
A tudósok és írók változatos technikákat dolgoztak ki az életműködések felfüggesztésére. Ideértve az emberi hibernációt, és krionikus megőrzést. Jelenleg még egyik sem gyakorlati megoldás, ám olyan alvóhajók lehetőségét kínálja, amelyekben az utasok tehetetlenül fekszenek az utazás hosszú évei alatt.

### Kiterjesztett élettartam
Ennek a lehetőségnek az egyik változata a Dr. Aubrey de Grey által javasolt SENS (Strategies for Engineered Negligible Senescence). Ha egy hajó személyzetének élettartama több ezer év lenne, akkor anélkül tudnának a csillagok közt repülni, hogy felmerülne a legénység nemzedékeken át történő pótlásának igénye. Ugyanakkor egy ilyen megnyújtott utazási időszak pszichológiai hatásai még mindig potenciális problémát jelenthetnek.

### Fagyasztott embriók
További elméleti lehetőség egy robotizált repülés, amely számos korai fázisban lévő emberi embriót szállít. Az űrkolonizációnak e módja, többek közt megköveteli, a méhben lévő környezet, és körülmények reprodukálását; egy Föld típusú bolygó korai észlelését; és a jelentős előrelépést a teljesen önálló mozgó robotok, és nevelő robotok területén, hiszen a robotok helyettesítik az emberi szülőket a fedélzeten.

### Emberi tudattal rendelkező gépek
A jövőben talán képesek leszünk az emberek agyának digitalizálására, és az agy működésének szimulálására számítógépek segítségével. Ily módon az űrhajósok helyett csak azok tudatának lenyomatát kell szállítanunk valamilyen adattároló eszközön. A célállomáson aztán a tárolt lenyomatot robotokra töltve „feléleszthetőek” az így „tárolt” emberek, esetleg az adott bolygó nyersanyagait felhasználva építhető új test. A megoldás hasonló a felfüggesztett életműködéshez, hisz az űrhajós semmit nem érzékel az utazásból, de itt a test helyett mindössze a „tudat utazik”.

## NASA kutatás
A NASA a Breakthrough Propulsion Physics Program keretében két fő áttörést nevezett meg, amelyek szükséges ahhoz, hogy a csillagközi repülés lehetővé váljon:
1. Egy olyan meghajtási módszer, amely a lehető legnagyobb sebességet képes elérni, és
2. Egy új módszer a fedélzeti energiatermelésre, mely energiával látja el azokat az eszközöket.

Más szavakkal, egyetlen motor, még a legmeggyőzőbb sem működik; és azt nem tudja meghajtani jelenleg ismert energiaforrás. Az "áttörés" analógiája a technológiában például a gőzhajó, mely felváltotta a vitorláshajókat; vagy a sugárhajtómű, mely a propellert váltotta fel a repülőgépeken.
Geoffrey A. Landis, a NASA Glenn Kutatóközpont munkatársa úgy véli, hogy egy lézer-meghajtású vitorla űrhajó az űrrepülés új megoldásait felhasználva 50 éven belül elindítható lesz. Landis egy interjú során ezt mondta: "Azt hiszem, végül megtesszük majd, csak az kérdés, hogy ki és mikor". A rakéták túl lassúak, hogy embereket lehessen velük szállítani a csillagok közt. Ehelyett, Landis gigantikus vitorlákkal felszerelt csillagközi űrhajókat képzel, melyet lézerfény gyorsít fel a fénysebesség tizedére. Egy ilyen hajónak 43 évébe telne az Alfa Centauri elérése, amennyiben csak áthalad a csillagrendszeren. A megálláshoz szükséges lassítás 100 évre nyújtaná meg a repülési időt.

## Csillagközi űrszondák

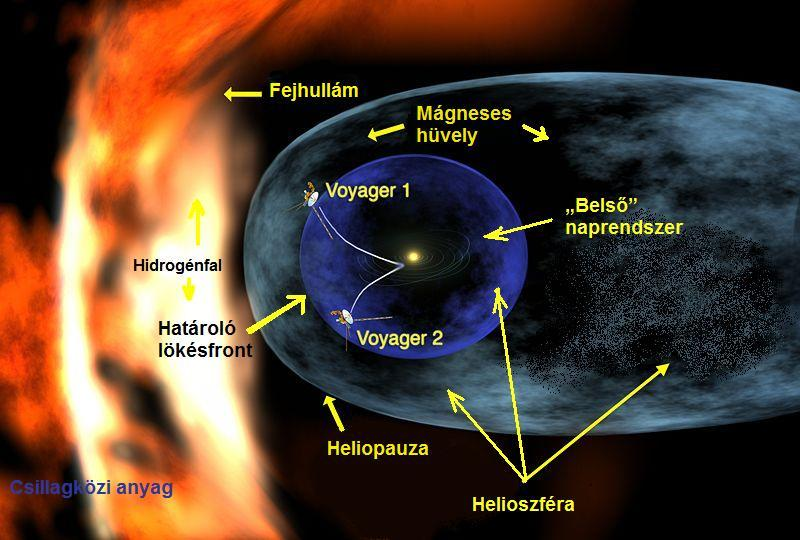
A Voyager űrszondák, amint elhagyják a belső Naprendszert.

Jelenleg négy, ember alkotta űrszonda van, amely már elérte a belső Naprendszer határát:
- Pioneer–10 és Pioneer–11
- Voyager–1 és Voyager–2

2005 május végén a NASA bejelentette, hogy az 1977-ben indított Voyager-1 huszonnyolc év után túlhaladt a határoló lökésfronton, és körülbelül 14 milliárd kilométerre a Naptól elérte a mágneses hüvelyt. 2015-ben lépett ki a csillagközi térbe. Mögötte nem sokkal marad el a Voyager-2. A Pioneer szondákat ugyan előbb lőtték fel, de alacsonyabb sebességük miatt lemaradtak a két Voyager mögött. 2018 körül hagyták el a belső Naprendszert.

## Fordítás
- Ez a szócikk részben vagy egészben  az   Interstellar travel című angol Wikipédia-szócikk fordításán alapul.  Az eredeti cikk szerkesztőit annak laptörténete sorolja fel. Ez a jelzés csupán a megfogalmazás eredetét és a szerzői jogokat jelzi, nem szolgál a cikkben szereplő információk forrásmegjelöléseként.